# Музика Богдан Михайлович
Богда́н Миха́йлович Музи́ка — старший солдат Збройних сил України, учасник російсько-української війни, повний кавалер ордена "За мужність".

## Бойовий шлях
Брав участь у визволенні та обороні Новосвітлівки, Трьохізбенки. 2 березня 2017-го Богдан Музика у складі групи з 8 осіб виконував бойове завдання, внаслідок спрацювання протипіхотної міни військовик, який рухався попереду групи, зазнав осколкового поранення обидвох ніг, множинні осколкові та тяжке мінно-вибухове поранення. Богдан Музика врятував життя 7-м військовослужбовцям зведеної групи.

## Нагороди
За особисту мужність і героїзм, виявлені у захисті державного суверенітету та територіальної цілісності України, вірність військовій присязі під час російсько-української війни
- Нагороджений орденом “За мужність” ІІІ ступеня Указом Президента України №109/2015 від 26.02.2015 року.
- Нагороджений орденом “За мужність” ІІ ступеня Указом Президента України №138/2017 від 22.05.2017 року.
- Нагороджений орденом “За мужність” І ступеня Указом Президента України №628/2022 від 06.09.2022 року.